# DeLeon (groupe)
Pour les articles homonymes, voir DeLeon.
DeLeon est un groupe de rock indépendant américain, originaire de New York. Le nom du groupe s'inspire du rabbin et philosophe Moïse de León et de l'arrière grand-père de Daniel Saks, Giorgio DeLeon.

## Biographie
DeLeon est formé en 2006, et joue pour la première fois en concert en avril 2007 au Bowery Ballroom, avec Balkan Beat Box. DeLeon tournera avec Os Mutantes, Gogol Bordello, Ozomatli, Mike Gordon et Balkan Beat Box. Saks est aussi membre de The LeeVees et The Macaroons. L'album homonyme de DeLeon est publié le 12 août 2008 chez JDub Records. Saks (chant, guitare, banjo), et ses compagnons de groupe Kevin Snider (basse), Justin Riddle (batterie), Amy Crawford (claviers, melodica, glockenspiel) et Andrew Oom (trompette, synthétiseur), écrivent des morceaux mêlant mélodies séphardiques chantés en ladino, hébreux, et anglais.
En 2012, Saks emménage à Mexico, où il enregistre le troisième album de DeLeon, Tremor Fantasma. Ils enregistrent l'album indépendamment du fait que leur label JDub Records ai mis la clé sous la porte. Une seconde version du groupe est assemblée à Mexico avec Dan Saks, Marina de Ita et Cynthia Martinez de Polka Madre, Rodrigo Barbosa de Paté de Fuá et Los Dorados, Fausto Palma de Petra, et Strictly Personal et Dante Pimentel.